# Insiders
Insiders je česká videohra, kterou vytvořilo české studio ANG People. Hra vyšla 30. října 2021. Hra byla původně vydána 13. dubna 2021 v předběžném přístupu.

## Hratelnost
Premisa hry připomíná film Vnitřní vesmír. Hráč se ujímá mikro lodi MS Primula jež byla zmenšena a vypuštěna do lidského těla s cílem nalézt lék na rakovinu. Hráč prozkoumává lidské tělo, bojuje s různými bakteriemi, viry a jinými nemocemi. Buduje si základnu, pěstuje vlastní bakterie, jež mu budou pomáhat. Musí si však dávat pozor, aby mu nedošlo palivo a vzduch. Na mozku pak může hráč pěstovat obřího parazita.